# Stef Wolf
Stef Wolf (Engels: Zeb Wolf) is een fictieve wolf uit het Duckstadse bos. Hij komt voor in sommige verhalen waarin ook Midas Wolf meedoet. Stef is de broer van Midas.

## Achtergrond
Stef was voor het eerst te zien in When I Was A Lad, een verhaal van Carl Buettner uit februari 1946. Midas vertelt hier zijn zoon Wolfje over zijn eigen jeugdjaren samen met zijn broer. In de flashbacks is Stef hier ook te zien, dan alleen nog als jonge wolf.  In december 1948 verscheen de nu volwassen Stef in een nieuw verhaal samen met Midas, waarna hij enige tijd uit beeld verdween. Vanaf de jaren zeventig was Stef weer met enige regelmaat te zien in de verhalen die zich in het Duckstadse bos afspelen.
Stef is een stuk dikker dan zijn broer. Hij is ook minstens zo doortrapt als Midas, maar tegelijk vaak een stuk slimmer. Heel af en toe zit Stef – net als Midas – achter Knir, Knar en Knor aan. In tegenstelling tot hoe het bij Midas gaat, slagen de pogingen van Stef om de drie biggetjes te vangen vaak wèl. De biggetjes worden hierna meestal ofwel weer bevrijd door Wolfje, of door Midas die de biggetjes alleen voor zichzelf wil hebben. 
Stef heeft een zoontje, Pollo, die al net zo slecht is als hijzelf. In de meeste verhalen met Stef komt ook Pollo voor. De twee werken vaak samen als ze schurkenstreken uithalen.